# Sciaphyes sibiricus
Espèce
Sciaphyes sibiricus est une espèce d’insectes de la famille des Leiodidae.

## Répartition
Cette espèce vit en Asie, de la Russie à la Chine.